# سیارک ۳۵۴۵
سیارک ۳۵۴۵ (به انگلیسی: 3545 Gaffey، نامگذاری:1981WK2) سه هزار و پانصد و چهل و پنجمین سیارک کشف شده‌است که در ۲۰ نوامبر ۱۹۸۱ کشف شد.
قدر مطلق سیارک برابر ۱۲٫۱۰ است.